# Águia-negra-africana
A Águia-negra-africana ou águia-preta  (Aquila verreauxii) é uma grande ave de rapina.  Esta águia vive em regiões acidentadas ou montanhosas da África Austral e Oriental (que se estende ligeiramente para o Chade), e muito localmente na Ásia Ocidental. O nome recorda o naturalista francês Jules Verreaux, que visitou a África do Sul no início do século XVIII.
Apesar do nome, a Águia Negra Africana não é totalmente negra: tem tons de cinza, branco e amarelo pelo corpo. Alimenta-se de pequenos animais, como roedores e pássaros; usando suas garras para matar as presas. É rápida e veloz.